# Giv Gud en chance om søndagen
Giv Gud en chance om søndagen er en dansk film fra 1970 instrueret af Henrik Stangerup og skrevet af denne sammen med Jørgen Stegelmann.

## Medvirkende
- Ulf Pilgaard
- Lotte Tarp
- Ove Sprogøe
- Erik Nørgaard
- Ebbe Kløvedal Reich
- Niels Ufer
- Jørgen Schleimann
- Arne Skovhus
- Johannes Møllehave
- Henrik Stangerup
- Pernille Kløvedal